# Nadia Dajani
Nadia Dajani (Los Angeles, 26 december 1965) is een Amerikaanse actrice.

## Biografie
Dajani werd geboren in Los Angeles en groeide op als jongste van vier kinderen in Greenwich Village met een Ierse en Palestijnse achtergrond.

## Filmografie

### Films
Uitgezonderd korte films
- 2020: On the Rocks - als Kelly
- 2019: Sell By - als verpleegster Hame
- 2019: Bushwick Beats - als Geri
- 2017: The Holdouts – Eva
- 2016: Little Boxes – Maya
- 2014: Opposite Sex – Nancy
- 2014: Take Care – Fallon
- 2011: Stuck Between Stations – Sheila
- 2011: The Lost Valentine – Julie Oliver
- 2011: A Mann's World – Sheila
- 2010: A Little Help – Angela Behar
- 2009: Bob Funk – Jean
- 2008: Untitled Dave Caplan Pilot – Lisa
- 2008: Play or Be Played – Rebecca Crowell
- 2006: Welcome to the Jungle Gym – Suzanne
- 2005: Alchemy – Jane
- 2005: Game 6 – Renee Simons
- 2003: My Life with Men – Genevieve
- 2003: View from the Top – Paige
- 2003: This Is Not a Film – Nadia/Grace/Patty
- 2002: You Stuppid Man – Jasmine
- 2001: Sidewalks of New York – Hilary
- 2000: Happy Accidents – Gretchen
- 2000: Sherman's March – Nina
- 1999: Seven Girlfriends – Naomi
- 1997: Dinner and Driving – Samantha
- 1996: Breathing Room – Claire
- 1996: Flirting with Disaster – Jill

### Televisieseries
Uitgezonderd eenmalige gastrollen.
- 2021: The Other Two - als Mackenzie (2 afl.)
- 2021: The Moodys - als Grace Galloway (5 afl.)
- 2016-2019: Jon Glaser Loves Gear – dr. Ellen Trammell (7 afl.)
- 2017: Girlfriends' Guide to Divorce – Linda (4 afl.)
- 2014–2016: Elementary – dr. Grannis (3 afl.)
- 2015: 2 Broke Girls – Marie Prower (2 afl.)
- 2013: The Carrie Diaries – Deb (6 afl.)
- 2009–2012: Delocated – Susan / moeder (13 afl.)
- 2011: Necessary Roughness – Margo Ciccero (3 afl.)
- 2010–2011: The Big C – Tina (4 afl.)
- 2011: Paul the Male Matchmaker – Maureen (2 afl.)
- 2009–2010: Ugly Betty – Denise Ludwig (2 afl.)
- 2006–2008: Emily's Reasons Why Not – Reilly (6 afl.)
- 2008: Puppy Love – Bianca (? afl.)
- 1998: That's Life – Catherine (6 afl.)
- 1998: The Secret Lives of Men – Brenda (3 afl.)
- 1995–1997: Ned and Stacey – Amanda Moyer (47 afl.)
- 1991: A Woman Named Jackie – Christina Onassis (miniserie)

- Bibliothèque nationale de France: cb16680826k (data)
- International Standard Name Identifier: 0000 0001 3874 9971
- Library of Congress Control Number: n2011077004
- Système universitaire de documentation: 085926574
- Virtual International Authority File: 190465280
- WorldCat: E39PBJtMkXJDGkQxYHDP3pQyVC